# 索菲婭·什基琴科
索菲婭·什基琴科（烏克蘭語：София Шкидченко，羅馬化：Sofia Shkidchenko，2005年12月28日—）是一名烏克蘭女性兒童歌手、Youtuber。

## 簡歷
什基琴科出生於2005年12月28日，自2012年以來，她已經參與了200多次現場表演、廣播和電視節目。她近年最著名的演出為在2017年烏克蘭達人秀中，以獨特的约德尔唱法吸引了眾人目光，截至2021年5月，該表演片段在Youtube上觀看人次已超過1000萬。並曾參加《乌克兰儿童好声音》及2016、2017及2020年的歐洲青少年歌唱大賽預賽。
她喜歡在表演中結合不同風格的音樂，從約德爾開始，到流行、搖滾、爵士和鄉村音樂；她還用多種不同的語言唱歌，例如英語、德語、西班牙語、土耳其語、韓語等。

## 外部連結
- 索菲婭·什基琴科的Instagram帳戶
- YouTube上的索菲婭·什基琴科頻道